# Szibériai földirigó

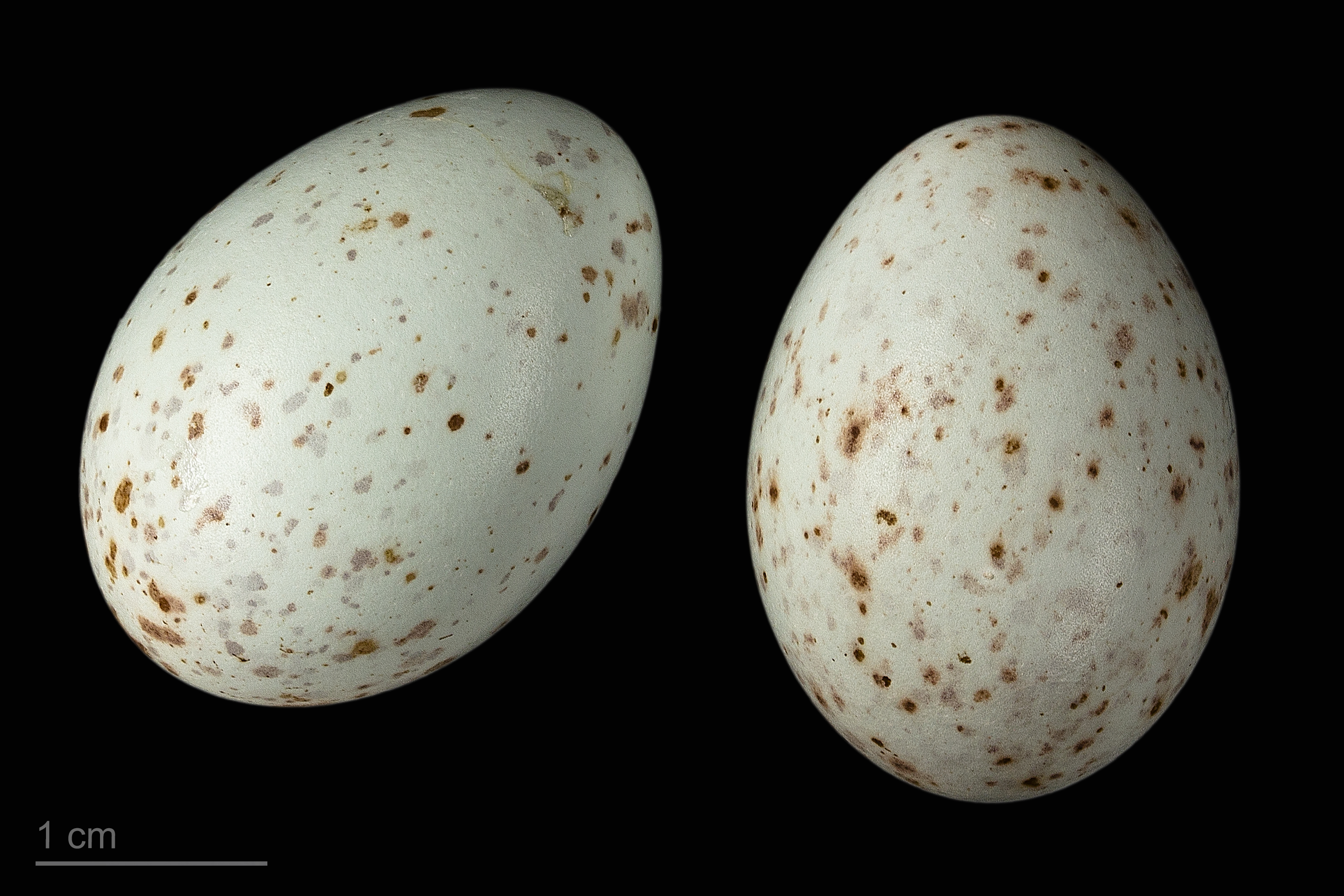
Geokichla sibirica davisoni

A szibériai földirigó (Geokichla sibirica)  a madarak osztályának verébalakúak (Passeriformes) rendjébe és a rigófélék (Turdidae) családjába tartozó faj.

## Rendszerezése
A fajt Peter Simon Pallas német zoológus írta le 1776-ban, a Turdus nembe Turdus sibiricus néven. Sorolták a Zoothera nembe Zoothera sibirica néven is.

## Alfajai
- Geokichla sibirica davisoni (Hume, 1877) - Szibéria középső és keleti része, Mongólia és Északkelet-Kína
- Geokichla sibirica sibirica (Pallas, 1776) - Szahalin, a Kuril-szigetek déli része és Japán [2]

## Előfordulása
A szibériai tajgán költ, telelni Ázsia délkeleti részéig vonul. Kóborló példányai eljutnak Nyugat-Európába is.
Természetes élőhelyei a szubtrópusi vagy trópusi síkvidéki és hegyi esőerdők, északi erdők, mérsékelt övi erdők és cserjések, valamint ültetvények és vidéki kertek. Vonuló faj.

### Kárpát-medencei előfordulása
Magyarországon 2000. február 16-án Zalaegerszegen észlelték, de az adatot nem erősítették meg.

## Megjelenése
Testhossza 23 centiméter, testtömege 70-90 gramm.

## Életmódja
Gerinctelenekkel és gyümölcsökkel táplálkozik, de leesett fügéket is fogyaszt.

## Természetvédelmi helyzete
Az elterjedési területe rendkívül nagy, egyedszáma viszont csökken, de még nem éri el a kritikus szintet. A Természetvédelmi Világszövetség Vörös listáján nem fenyegetett fajként szerepel.